# Radmehr Aalipour

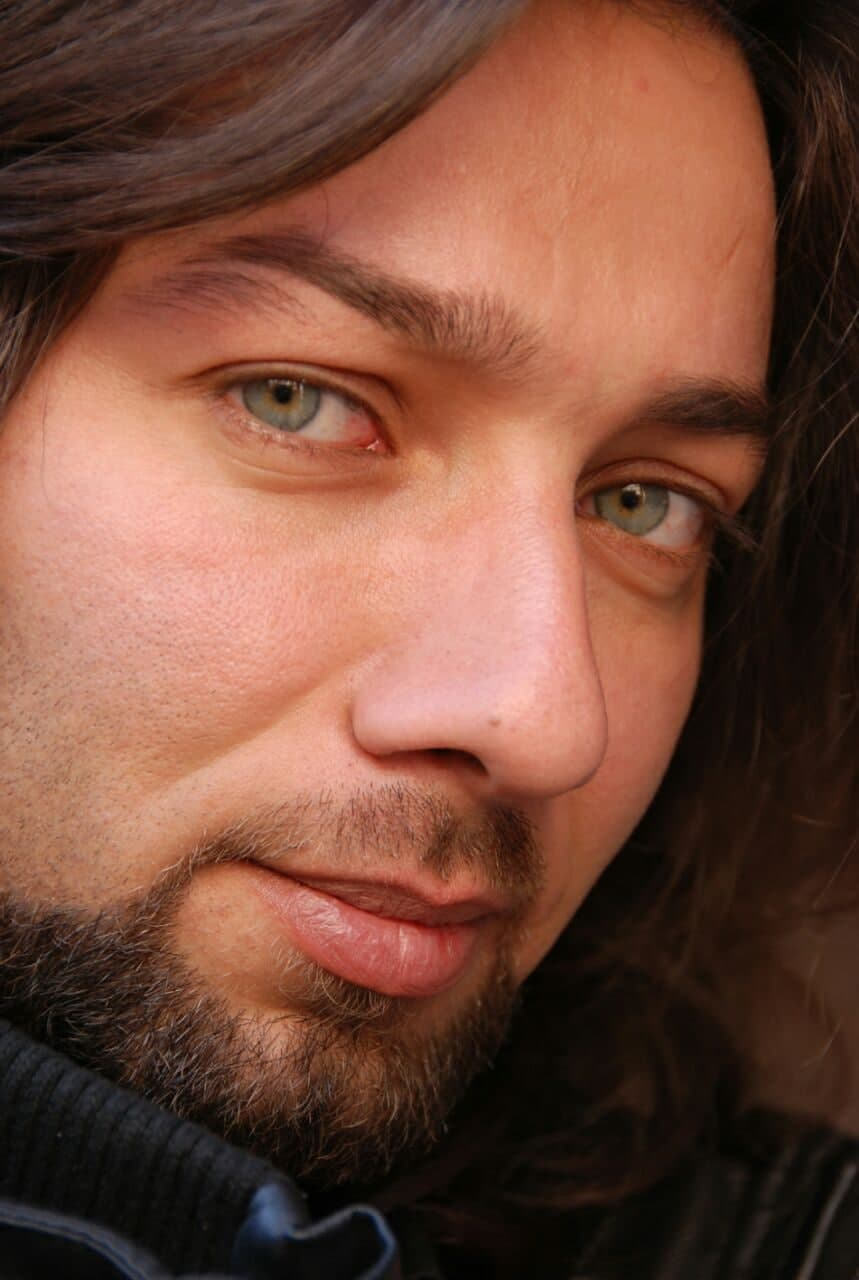
Radmehr Aalipour, 2012

Radmehr Aalipour, auch Radmehr Allipour oder Radmehr Aalipur (persisch رادمهر عالی پور – Rādmehr Aālipoūr; * 8. September 1983), ist ein iranischer Theaterregisseur, Dramaturg und Schauspieler.

## Biografie
Radmehr Aalipour wurde als Sohn eines Schriftstellers und Theaterdirektors geboren. Während seiner Schulzeit nahm er an verschiedenen Schauspielschulungen teil und spielte im Schultheater mit. Aalipour hat an der Universität Literatur studiert. Er arbeitete während des Studiums und danach als Regisseur, Regieassistent, Schauspieler, Maskenbildner für zahlreiche Produktionen im Iran und im Ausland. Im Laufe seiner Karriere erhielt er mehrere Auszeichnungen in diversen Tätigkeitsfeldern.
Von 2005 bis 2012 arbeitete Aalipour als Maskenbildner für iranische Filmproduktionen. Seit 2010 arbeitet er vor allem als Schauspieler und Regisseur für iranische und deutsche Produktionen. „Drei Anteile-Drei Anteile“ und „Vielleicht passiert es euch auch einmal“ beispielsweise sind weitere beliebte Fernsehserien, in denen er als Maskenbildner tätig war. In den Serien „Imam Alfoghaha“ und „Mörders Weisheit“, die in Syrien beziehungsweise Qatar ausgestrahlt wurden, war Aalipour ebenfalls im Bereich Make-up aktiv.
Die ab Dezember 2010 im Iran laufende Miniserie Setayesh, in der es um die Titelfigur Setayesh ein junges Mädchen und deren Bruder Mohammad geht, der zum Kriegsdienst herangezogen wird, war einer von Aalipours größeren Erfolgen. Er erreichte damit  im Iran ein breites Publikum erreichte. Ein weiterer Erfolg war das 2014 aufgeführte Theaterstück Ödipus nach Sophokles, das in den Medien kontrovers diskutiert wurde.
Aalipours Vorliebe galt und gilt dem Theater, sodass er sich bemühte, in diesem Bereich professionell tätig zu sein. So arbeitete er zwei Jahre als Theaterlehrer am Benedict Institute und ist darüber hinaus als Theaterlehrer an der Berufsakademie für Medienberufe tätig. Aufgrund seiner besonderen Vorliebe und seiner Kreativität im Theaterbereich, erhielt er im Alter von 18 Jahren beim Fair International Festival seine erste Auszeichnung. Aalipour ist zudem im Bereich Ausdruckskunst und als Synchronsprecher tätig. Zuletzt war und ist Aalipour an mehreren Theaterprojekten in Köln als Leiter beteiligt.

## Filmografie (Auswahl)
- 2006: Jani Gal, Regie: Jamil Rostami, in Soleymaniyeh/Iraq (Maskenbildner)
- 2009: Setayesch – Anbetung, Regie: Saeid Soltani, in Teheran/Iran (Maskenbildner)[5]
- 2010: Ein Junge wie sein Vater, Regie: Azimeh Rashidi, in Teheran/Iran[6]
- 2011: Weg und Umweg, Regie: Hassan Khansari, in Teheran/Iran
- 2011: Drei Anteile – Drei Anteile, Regie: Shahed Ahmadlou, in Teheran/Iran (Maskenbildner)
- 2011: Vielleicht passiert es euch auch einmal, Regie: Mahmoud Moazami, Masut Babai, in Teheran/Iran (Maskenbildner)
- 2011: Das Opfer, Regie: Hassan Khansari, in Teheran/Iran
- 2011, 2012: Iman Alfoghaha, Regie: Sami Jonadi, in Damaskus/Syrien (Maskenbildner)[7]
- 2011, 2012: Mörders Weisheit, Regie: Monir Alzebi, in Qatar(Maskenbildner)[8]
- 2012: Himmelsrichtung, Regie: Ali Atshani, in Teheran/Iran
- 2012: Verräter, Regie: Hassan Ahmadi, in Teheran/Iran[9]
- 2015: Freitag – Erstfassung, Regie: Raman Alipour
- 2017: Freitag – Neuauflage, Regie: Raman Alipour, in Deutschland
- 2023: Erstellung und Produktion des Dokumentarfilms von Professor Dani El Dana, in Deutschland

## Theater
- 2001: 19. Internationales Festival, Fadjr in Teheran
- 2001–2003: Institut Awa in Brujerd/Iran (als Regisseur)
- 2002: 20. Internationales Festival in Fadjr in Teheran
- 2002: Ein Schakal der auf dem Esel reitet am Kindertheater (als Schauspieler und Regisseur)
- 2006: Beleuchtung in der Nacht auf dem 1. Damen-Festivaltheater in Aligudarz (als Schauspieler und Regisseur)[10]
- 2007: Feuertanz als Regisseur und Schauspieler in Teheran Iran
- 2008: Schwanengesang von Anton Pawlowitsch Tschechow als Schauspieler und Regisseur in Teheran/Iran
- 2009: Eine Front in Nordwest als Regisseur und Schauspieler, in Arak/Iran
- 2009–2012: Institut Honar in Teheran als Theaterregisseur
- 2011: Am Theater – Vaw ya Ra für das Festival Tak Tätigkeit als Autor und Regisseur, in Teheran[11]
- 2013: Panis Institut für Film und Theater im Bereich Kinder und Jugend in Teheran in der Leitung für Schauspiel in Film und Theater
- 2013: Chitra – nach dem Schriftsteller Rabindramat Tagor (als Schauspieler)[12][13]
- 2014: Ödipus nach Sophokles, Teheran (als Regisseur und Schauspieler)[14][15][16][17][18]
- 2017: Nezam almolk, auf dem 24. Deutsch-Iranischen Theaterfestival unter der Regie von Behrokh Babaei (als Schauspieler)
- 2018: Die gebrochene Feder in Köln unter der Regie von Namvar Azad, in Deutschland und Frankreich (als Schauspieler)[19][20][21]
- 2018: Es war einer, es war keiner, in Köln, auf dem 25. Deutsch-Iranischen Theaterfestival (als Schauspieler)[22]
- 2023: Welttheatertag-Programm, in Köln (als Moderator)
- 2023: Maryams Schwangerschaft, in Köln von Ezzat Gouschegir (als Schauspieler)
- 2024: Alle meine Söhne, in Köln von Arthur Miller (als Schauspieler)
- 2024: Durstig nach Rache, in Köln von Gholamhossein Saedi (als Schauspieler) in Gedenken an Gholamhossein Saedi

## Auszeichnungen
- 2001: Auszeichnung auf dem 19. internationalen Fadir-Theaterfestival, Teheran
- 2002: Auszeichnung auf dem 20. internationalen Fadir-Theaterfestival, Teheran
- 2003: Auszeichnung für die Regie im Theaterstück Hübsche Rana auf dem Didarfestival in Borujerd
- 2004: Auszeichnung für Dramaturgie auf dem Studentenfestival in Teheran für das Stück Herzglocke
- 2007: Auszeichnung als Maskenbildner für das Theaterstück Feuertanz – auf dem Theaterfestival Delfan, in Delfan/Iran
- 2009: Regieauszeichnung für das Theaterstück Eine Front in Nord-West – auf dem Theaterfestival Isar, in Mashad/Iran
- 2011: Regieauszeichnung für das Theaterstück wav yara – auf dem Theaterfestival TAK, in Teheran/Iran
- 2012: Regieauszeichnung für den Film Träumen von der Kindheit, im Zentrum für die intellektuelle Entwicklung von Kindern und Jugendlichen
- 2013: 1. Platz für die Maske in dem Film Ein Vogel in der Wüste, auf dem Festival – Kino und TV Donyaye Tasvir, in Teheran/Iran
- 2013: Regieauszeichnung mit dem Platz 2, 2. Filmfestival der Sonne – im Stück Trompete des Friedens
- 2022: Veranstalter des Declamationsfestivals im Jahr 2022 als verantwortlicher Leiter der Declamation.

## Belege
1. 1 2 3  Radmehr Aalipour, Theaterregisseur, Dramaturg und Schauspieler linkedin.com
2. 1 2 3  Radmehr Aalipour radmehr1983.blogfa.com
3. ↑  n s u n | nsun.net: تیوال | محمد جواد عبدی: علی عالی‌پور: باید بدون تعارف بپذیریم که تئاتر ما در دنیا جایگاهی ندار. Abgerufen am 17. November 2020.
4. ↑  Bénédict School Köln, Albertusstr. 47-49, Cologne (2020). Abgerufen am 17. November 2020.
5. ↑  آپارات - سرویس اشتراک ویدیو. Abgerufen am 29. März 2022 (persisch).
6. ↑  آپارات - سرویس اشتراک ویدیو. Abgerufen am 29. März 2022 (persisch).
7. ↑  مسلسل امام الفقهاء الحلقة 2. Abgerufen am 29. März 2022 (deutsch).
8. ↑  Radmehr Aalipour: Radmehr Aalipour - Filmography، photos، Video. Abgerufen am 23. November 2020 (englisch).
9. ↑  «مهره سوخته» آماده پخش شد. 28. Dezember 2013, abgerufen am 16. November 2020 (fa-IR).
10. ↑  جشنواره تئاتر کوتاه لرستان آغاز به کار کرد. 26. Oktober 2007, abgerufen am 24. November 2020 (persisch).
11. ↑  theater.ir: دو خبر از دومین دوره جشنواره سراسری تئاتر تک نفره. Abgerufen am 23. November 2020 (persisch).
12. ↑  نمایش چیترا - 100هنر. Abgerufen am 16. November 2020 (persisch).
13. ↑  n s u n | nsun.net: تیوال نمایش چیترا. Abgerufen am 16. November 2020.
14. ↑  directed by Mr. Radmehr Aalipour: Oedipus drama directed by Mr. Radmehr Aalipour. Abgerufen am 25. Oktober 2014.
15. ↑  پشت صحنه تئاتر ادیپوس | PoshteSahneh.com. Abgerufen am 16. November 2020.
16. ↑  ˝ادیپوس˝، روایت آنها که برای گریز از تقدیر دست به هر کاری می‌زنند. Abgerufen am 16. November 2020 (persisch).
17. ↑  «ادیپوس» برای کمک به هنرمندان بیمار به صحنه می رود. Abgerufen am 16. November 2020 (fa-IR).
18. ↑  «ادیپوس» به تالار محراب می‌آید. Abgerufen am 16. November 2020 (fa-IR).
19. ↑  theaterperipherie Frankfurt: Die gebrochene Feder. Abgerufen am 14. Januar 2019.
20. ↑  کیهان لندن: نمایش «پرشکسته» داستانی از شاهنامه فردوسی (پاریس). In: KayhanLondon کیهان لندن. 14. Oktober 2018, abgerufen am 24. November 2020 (fa-IR).
21. ↑  allevents.in: nach Ferdowsi. Abgerufen am 3. Februar 2019.
22. ↑  کیهان لندن: گزارشی از پایان بیست و پنجمین فستیوال تئاتر ایرانی در کلن. In: KayhanLondon کیهان لندن. 29. November 2018, abgerufen am 17. November 2020 (fa-IR).

| Personendaten    | Personendaten                                           |
| ---------------- | ------------------------------------------------------- |
| NAME             | Aalipour, Radmehr                                       |
| ALTERNATIVNAMEN  | Allipour, Radmehr; Aalipur, Radmehr                     |
| KURZBESCHREIBUNG | iranischer Theaterregisseur, Dramaturg und Schauspieler |
| GEBURTSDATUM     | 8. September 1983                                       |